# Ted Yoho

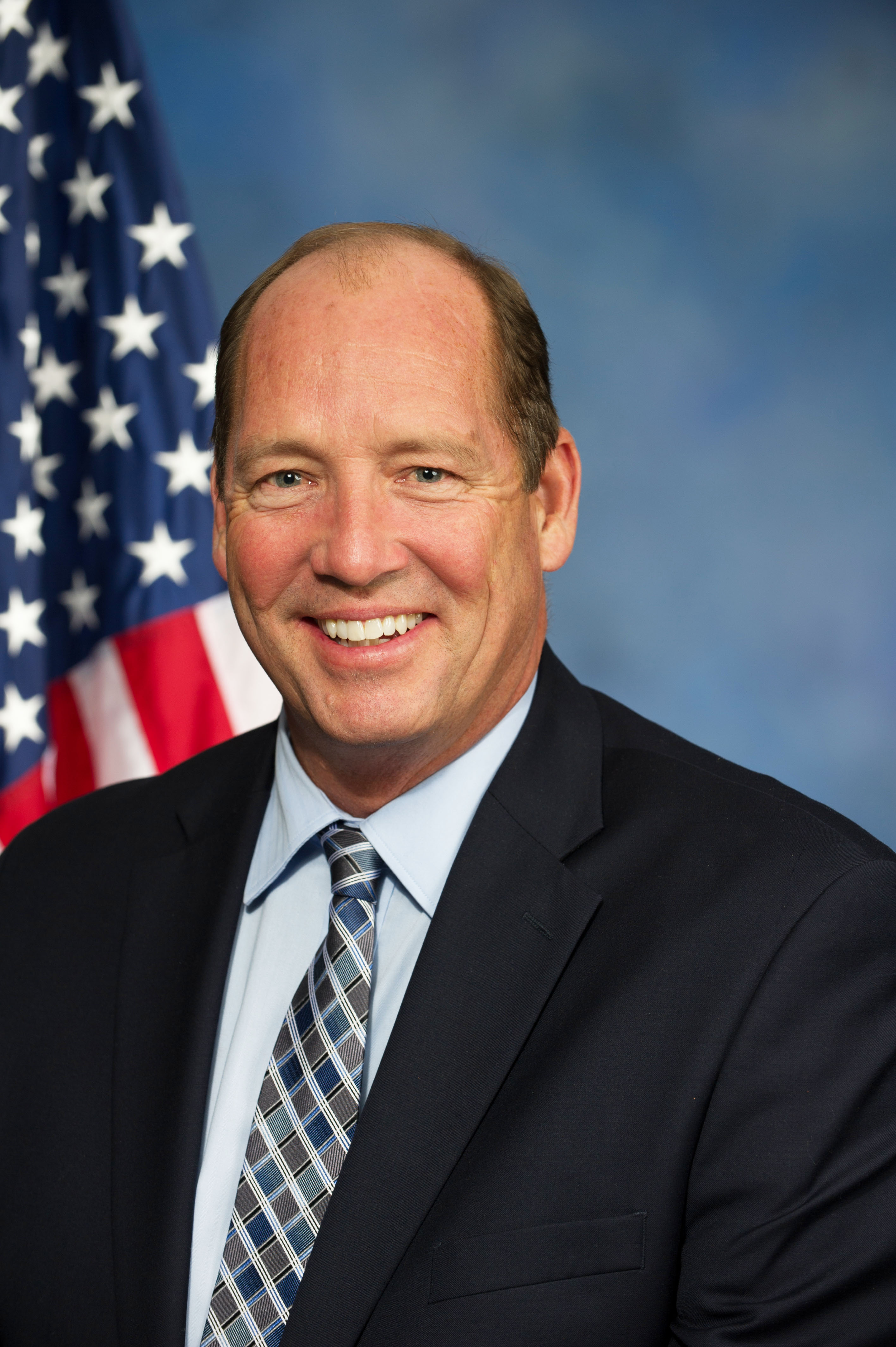
Ted Yoho (2013)

Theodore Scott „Ted“ Yoho (* 13. April 1955 in Minneapolis, Minnesota) ist ein US-amerikanischer Politiker. Von 2013 bis 2021 vertrat er den Bundesstaat Florida im US-Repräsentantenhaus. Bei der Wahl 2020 trat er nicht mehr an.

## Werdegang
Im Alter von elf Jahren zog Ted Yoho mit seinen Eltern nach Florida. Später studierte er an der University of North Alabama und danach bis 1977 am Broward Community College in Fort Lauderdale. Daran schloss sich bis 1979 ein Studium der Landwirtschaft an der University of Florida in Gainesville an. Danach arbeitete er im nördlichen Florida als Tierarzt. Er ist unter anderem Mitglied der American Veterinary Medical Association, der Viehzüchtervereinigung von Florida und der National Rifle Association. Politisch schloss er sich der Republikanischen Partei an.
Bei den Kongresswahlen des Jahres 2012 wurde Yoho mit 65 Prozent der Wählerstimmen im dritten Wahlbezirk von Florida in das US-Repräsentantenhaus in Washington, D.C. gewählt, nachdem er sich zuvor in der Primary seiner Partei gegen den langjährigen Amtsinhaber Cliff Stearns durchgesetzt hatte. Er trat im dritten Distrikt am 3. Januar 2013 die Nachfolge von Corrine Brown an, die in den fünften Bezirk wechselte. Yoho ist in den Jahren 2014 und 2016 wiedergewählt worden. Yoho war Mitglied im Landwirtschaftsausschuss und im Auswärtigen Ausschuss. Außerdem war er in vier Unterausschüssen vertreten. Im Dezember 2019 gab Yoho, der sich unter anderem für eine Amtszeitenbegrenzung für das Kongressamt einsetzt, bekannt, nicht bei der Wahl zum Repräsentantenhaus im November 2020 anzutreten.
Im Juli 2020 beleidigte Yoho Alexandria Ocasio-Cortez, die demokratische Kongressabgeordnete für die südliche Bronx und das nördliche Queens vor Roger Williams und Reportern als „fucking bitch“. Zuvor hatte er behauptet, sie sei „ekelhaft“ für ihre Äußerungen, der Anstieg der Kriminalität in New York hänge mit dem Anstieg der Armut und der Arbeitslosigkeit während der Coronavirus-Pandemie zusammen. Yoho bestritt den Vorwurf der sexistischen Beleidigung und entschuldigte sich „für die abrupte Art des Gesprächs“. Ocasio-Cortez setzte sich in einer viel beachteten Rede im Repräsentantenhaus zur Wehr und prangerte seine frauenfeindliche Haltung an. Darin erklärte sie, sie sei zwei Jahre jünger als Yohos jüngste Tochter und sie kämpfe auch dafür, dass seine Töchter nicht mehr, wie es alle Frauen irgendwann in ihrem Leben erführen, so beleidigt und entmenschlicht werden dürften.
2020 wurde ihm der japanische mittlere Orden der Aufgehenden Sonne am Band verliehen.
Ted Yoho ist verheiratet und hat zwei Töchter und einen Sohn.